# V344 Киля
V344 Ки́ля (V344 Car / f Car / f Carinae) — переменная звезда в созвездии Киля.
V344 Киля — бело-голубая звезда главной последовательности, имеющая спектральный класс В и видимую звёздную величину +4,50m (таким образом, она видна невооружённым глазом). Звезда удалёна от Солнца примерно на 550 световых лет (170 парсек). Является переменной типа γ Кассиопеи; её блеск меняется в интервале от +4,40m до +4,51m. Кроме того, она классифицируется как Be-звезда (класс горячих звёзд с эмиссионными линиями в спектре). Уширение эмиссионных линий нейтрального гелия свидетельствует о вращении фотосферы со скоростью около 260 км/с.